# تپه فلول
تپه فُلول یا خوش‌تپه تپهٔ بلندی است، به مساحت ابعاد ۱۴ در ۱۸ متر و ارتفاع ۲۰ متر. این پایگاه باستان‌شناسی در جنوب‌شرقی روستای فُلول، در ولایت بغلان در افغانستان واقع است. گنجینهٔ تپه فُلول که شامل کاسه‌های طلایی و نقره‌ای است، در سال ۱۹۶۶ میلادی توسط کشاورزان افغان به‌طور تصادفی کشف شد. این ظروف با نقش‌هایی از گاو نر، مار و کَرکَس مزین شده‌اند که نشان‌دهندهٔ ارتباط آن منطقه با میان‌رودان و بلوچستان در عصر برنز (۱۷۰۰-۲۶۰۰ ق.م.) است. در جریان کاوش‌های بعدی از سوی موزیم ملی در سال ۱۹۶۶ میلادی، گوری متعلق به دوران پیشاتاریخ کشف شد، اما اثری از سفالینه در این گور مشاهده نشد.
این تپه اصلا در سای هزاره موقعیت دارد وهیچ ربطی به فلول نداردږ 
پایگاه‌های باستان‌شناسی عمدهٔ افغانستان از عصر برنز و تمدن‌های تأثیرگذار در افغانستان در آن عصر.
پایگاه باستان‌شناسی ■
شهر امروزی ◉

توجه: برای مشاهدهٔ موقعیت صحیح این پایگاه‌ها از تفکیک‌پذیری (resolution) ابعاد ۱۹۲۰ در ۱۰۸۰ و زوم %۱۰۰ در صفحهٔ نمایشگر خود استفاده کنید.

## مطالعهٔ بیشتر
- Tosi and Wardak 1972.
- Dupree, N.H., Dupree, L. and Motamedi, AA. 1974. The National Museum of Afghanistan: An illustraded guide. Kabul.